# Colter's Hell
Colter's Hell est un site  volcanique à la Shoshone près de Cody dans le Wyoming (États-Unis). Il doit son nom au trappeur John Colter qui a traversé la région pendant l'hiver de 1807/1808. Jadis, Colter's Hell était considéré comme faisant partie du futur parc national de Yellowstone.

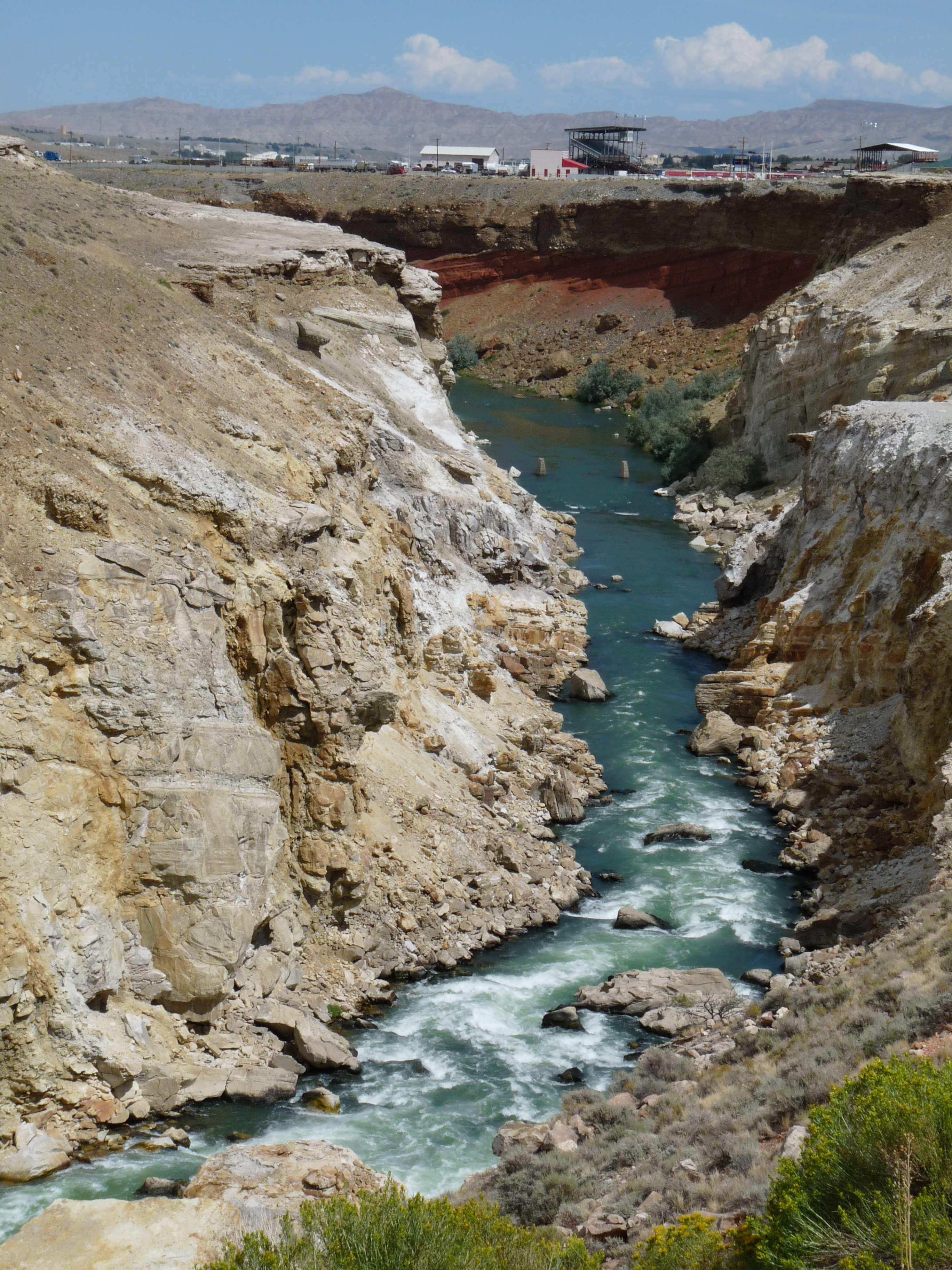
Colter's Hell.

L'autre description ancienne de Colter's Hell remonte au trappeur Joseph Meek en 1830 ainsi qu'à Plenty Coups, le chef des indiens Absarokee, qui a campé à cet endroit avec sa tribu en 1840.

## Référence
- (en) Cet article est partiellement ou en totalité issu de l’article de Wikipédia en anglais intitulé « Colter's Hell » (voir la liste des auteurs).